# The Man in the Moone
The Man in the Moone – książka autorstwa brytyjskiego biskupa Kościoła Anglikańskiego Francisa Godwina (1562-1633), opisująca podróż do „utopijnego odkrycia”. Obecnie uważa się, że została napisana pod koniec lat dwudziestych XVII wieku. Została opublikowana po śmierci autora w 1638, pod pseudonimem Domingo Gonsales. 